# Chiasmocleis magnova
Chiasmocleis magnova är en groddjursart som beskrevs av Moravec och Köhler 2007. Chiasmocleis magnova ingår i släktet Chiasmocleis och familjen Microhylidae. IUCN kategoriserar arten globalt som otillräckligt studerad. Inga underarter finns listade i Catalogue of Life.